# I Wish (なにわ男子の曲)
『I Wish』は、なにわ男子の6枚目のシングル。2023年11月15日にJ Stormから発売された。

## 概要
初回限定盤1（DVD/Blu-ray）、初回限定盤2（DVD/Blu-ray）、通常盤（CDのみ）で発売。
表題作「I Wish」は道枝駿佑が出演するTBS系火曜ドラマ『マイ・セカンド・アオハル』主題歌で、青春のきらめきやピュアな願いが込められた爽やかなラブソングかつ応援歌。なにわ男子にとっては初のTBS系ドラマの主題歌であり、制作陣と何度も話し合いを重ね、第二の青春を突き進むドラマの主人公たちに寄り添う楽曲になるよう書き下ろされた。冬を感じさせるキーボードの演奏で始まり、ストリングスからドラムとベース、オルガンへとつながっていくクリスマスの季節感も意識したサウンドで、藤原は「まさに“なにわ男子のクリスマスソング”って感じ」と述べている。情報解禁日の10月4日に「Recording Movie」、10月16日にはグランピング施設でメンバーが自由に遊び回るMVが公開され、公式Instagramではメイキング動画も公開された。
グループがCDデビュー2周年を迎えた11月12日には公式YouTubeチャンネルで「なにわ男子（祝）デビュー2周年 生配信」を実施し、「I Wish」を初パフォーマンスした。また、11月14日にはグループの公式Instagramにて大西流星がインスタライブ「＃りゅちぇソロインライ」を配信してCDの特典などを紹介したが、開始10分後にはドラマ撮影後の道枝が告知無しで登場。終盤では「I Wish」のダンスを2人で披露し、X（旧Twitter）では2人のコンビ名「みちょりゅちぇ」がトレンド入りした。

## 特典
先着購入特典
- 初回限定盤1：『I Wish』オリジナル・クリアファイル（A4サイズ）
- 初回限定盤2：オリジナル・フォトステッカー（スマホサイズ2枚セット）
- 通常盤：メンバー同士で撮り合いっこ！チェキ風クリアソロカード（メンバーソロ7枚セット）

封入特典
- 初回限定盤1：20P歌詞ブックレット、動画視聴ユーザーコード①
- 初回限定盤2：20P歌詞ブックレット、動画視聴ユーザーコード②
- 通常盤（初回プレス仕様）：動画視聴ユーザーコード③

### 「I Wish」リリース記念 期間限定動画配信
CDケース付属の帯裏に記載されている動画視聴ユーザーコードを特設サイトに登録することで、各形態それぞれ異なるストリーミング動画を期間限定（配信期限：2023年11月14日正午 - 12月31日23:59）で視聴可能。
- 動画視聴ユーザーコード①：「I Wish」スペシャル座談会〈前編〉
- 動画視聴ユーザーコード②：「I Wish」スペシャル座談会〈後編〉
- 動画視聴ユーザーコード③：「I Wish」Choreography Behind

## 収録曲
クレジット出典

### CD

#### 初回限定盤1
1. I Wish［4:17］
作詞・作曲：youth case / 編曲：youth case、ha-j
  - 道枝駿佑出演 TBS系火曜ドラマ『マイ・セカンド・アオハル』主題歌[18]
2. Join us !［3:56］
作詞・作曲・編曲：竹縄航太
明るいポジティブな歌詞と、フューチャー・ポップなメロディラインが癖になる楽曲[33]。公式TikTokではMV撮影の裏側が公開された[34]。
3. ただいま［3:50］
作詞・作曲・編曲：Nobuhiro Tahara
4. ただいま（オリジナル・カラオケ）［4:46］

#### 初回限定盤2
1. I Wish
2. Join us !
3. Have a blast［3:56］
作詞・作曲・編曲：Nobuhiro Tahara
4. Have a blast（オリジナル・カラオケ）［3:52］

#### 通常盤
1. I Wish
2. Join us !
3. Snowy Love［4:20］
作詞：岡田一成 / 作曲：岡田一成、梶原健生 / 編曲：佐々木博史
4. F.L.E.X.［3:23］
作詞・作曲・編曲：坂室賢一
5. I Wish（オリジナル・カラオケ）［4:17］
6. Join us !（オリジナル・カラオケ）［3:56］
7. Snowy Love（オリジナル・カラオケ）［4:20］
8. F.L.E.X.（オリジナル・カラオケ）［3:19］

### DVD/Blu-ray

#### 初回限定盤1
- 「I Wish」Music Video & Making
- 「I Wish」Jacket Shooting & Recording Behind

#### 初回限定盤2
- 「Join us !」Music Video & Making

## チャート成績
初週37.0万枚を売り上げ、11月27日付の最新「オリコン週間シングルランキング」で初登場1位となり、6作連続・通算6作目の首位獲得となった。また、このCD売上枚数のポイントが大きくけん引し、同日付の「オリコン週間合算シングルランキング」でも同じく通算6作目の首位を獲得した。